# Гуальдо-Каттанео
Гуальдо-Каттанео, Ґуальдо-Каттанео (італ. Gualdo Cattaneo) — муніципалітет в Італії, у регіоні Умбрія,  провінція Перуджа.
Гуальдо-Каттанео розташоване на відстані близько 115 км на північ від Рима, 26 км на південний схід від Перуджі.
Населення — 6262 особи (2014).
Щорічний фестиваль відбувається 8 травня. Покровитель — святий Архангел Михаїл.

## Демографія
Населення за роками:

Станом на 1 січня 2023 року в муніципалітеті офіційно проживало 770 іноземців з 43 країн, серед них 208 громадян країн Євросоюзу та 34 громадяни України.

## Сусідні муніципалітети
- Беттона
- Беванья
- Каннара
- Коллаццоне
- Джано-делл'Умбрія
- Масса-Мартана
- Монтефалько
- Тоді